# Ludwig Karl
Ludwig Karl (* 21. Dezember 1957 in Wien) ist ein österreichischer Balletttänzer. Er war bis 1999 Erster Solotänzer der Wiener Staatsoper.

## Leben
Nach einem Studium an der Ballettschule der Wiener Staatsoper bei Willy Fränzel, Alexander Ursualik und Edeltraud Brexner wurde Ludwig Karl 1972 an die Wiener Staatsoper engagiert, wo er am 18. März 1973 debütierte. Im selben Jahr absolvierte er ein dreiwöchiges Studium in New York bei David Howard, Stanley Williams und Robert Denvers, weiters studierte er in Monte Carlo bei Marikka Besobrasova.
Im Jahr 1981 wurde Ludwig Karl zum Solist der Wiener Staatsoper ernannt und war in weiterer Folge von 1991 bis 1999 Erster Solotänzer der Wiener Staatsoper. Er trat in Staats- und Volksoper Wien bei Ballett-Aufführungen auf und verkörperte Hauptrollen in Der Nussknacker, Josephs Legende, Schwanensee, Dornröschen, Der Feuervogel, Raymonda, Romeo und Julia, Daphnis und Chloe, Giselle oder Spartakus, unter anderem als Partner von Rudolf Nurejew, Lilly Scheuermann, Maria Luise Jaska, Kevin Haigen oder Judith Jamison.
Seine choreographische und persönliche Zusammenarbeit umfasste Ballettproduktionen mit George Balanchine, Michail Baryschnikow, Rudolf Nurejew, John Neumeier, Hans von Manen, Rudi van Dantzig, Heinz Spörli, Valery Panov, Erich Walter, Waclaw Orlikowsky, Aurel von Miloss, John Cranko, Liz King.
Internationale Gastengagements führten ihn an Opernhäuser in Japan, Korea, Bangkok, Frankreich, Italien, Irland, Spanien, Graz, Salzburg, Hamburg oder der Schweiz.
Weiters absolvierte er Rollen in Ballettverfilmungen, wie Carmen, Josephs Legende, u. a. sowie Fernsehauftritte, darunter von 1974 bis 1997 als Solist beim Neujahrskonzert der Wiener Philharmoniker.
Nach Beendigung seiner aktiven Karriere als Tänzer wurde Ludwig Karl zum Mitglied der Paritätischen Kommission für Ballett und Zeitgenössischen Tanz ernannt. Er ist seit 2003 Dozent für klassisches Ballett am Vienna Konservatorium sowie seit 2007 Dozent für klassisches Ballett am Wiener Konservatorium Sunrise Studios.